# راندي كارترايت
راندي كارترايت (بالإنجليزية: Randy Cartwright)‏ هو كاتب سيناريو أمريكي، ولد في 31 أكتوبر 1951 في فرجينيا في الولايات المتحدة.

## وصلات خارجية
- الموقع الرسمي
- راندي كارترايت على موقع IMDb (الإنجليزية)
- راندي كارترايت على موقع ألو سيني (الفرنسية)
- راندي كارترايت على موقع أول موفي (الإنجليزية)
- راندي كارترايت على موقع قاعدة بيانات الأفلام السويدية (السويدية)
- راندي كارترايت على موقع قاعدة بيانات الفيلم (الإنجليزية)
- راندي كارترايت على موقع كينوبويسك (الروسية)